# Graham Bonney
Graham Bonney, echte naam Graham Bradly (Londen, 2 juni 1943) is een Engelse schlagerzanger.

## Carrière
In 1959 richtte Bonney in Engeland zijn eerste schoolband op en hij heeft ook opgetreden in de Hamburgse Star-Club. In 1966 belandde hij met zijn song Supergirl in veel Europese hitlijsten, in Engeland kwam dit nummer slechts op nummer 19, maar in Duitsland scoorde de titel een 8e plaats met een notering van 21 weken. Omdat zijn songs in zijn vaderland niet aansloegen, concentreerde hij zich op de Duitse markt. Hier boekte hij meerdere successen met Das Girl mit dem La-la-la, Siebenmeilenstiefel, Wähle 333, Hey Little Lady, 99,9 Prozent, Du bist viel zu schön, Brandy, Papa Joe, Ich hab’ die ganze Nacht nur noch an dich gedacht, Der Mann, der im Fernsehen die Nachrichten spricht, Keine Küsse und keine Tomaten, Ich mach ein Interview mit deinem Herzen, Rosmary und Company en Anneliese. Hij was bij veel tv-uitzendingen en andere evenementen te gast.
In 2013 verscheen zijn voorlopig laatste album: Happy in Germany. Hij is sinds 1984 de tweede keer getrouwd en is woonachtig in Kerpen.

## Hits in Duitsland
- 1966: Super girl
- 1966: Das Girl mit dem La-La-La
- 1967: Siebenmeilenstiefel
- 1968: 99,9 Prozent
- 1968: Wähle 3-3-3
- 1968: Traumgirl

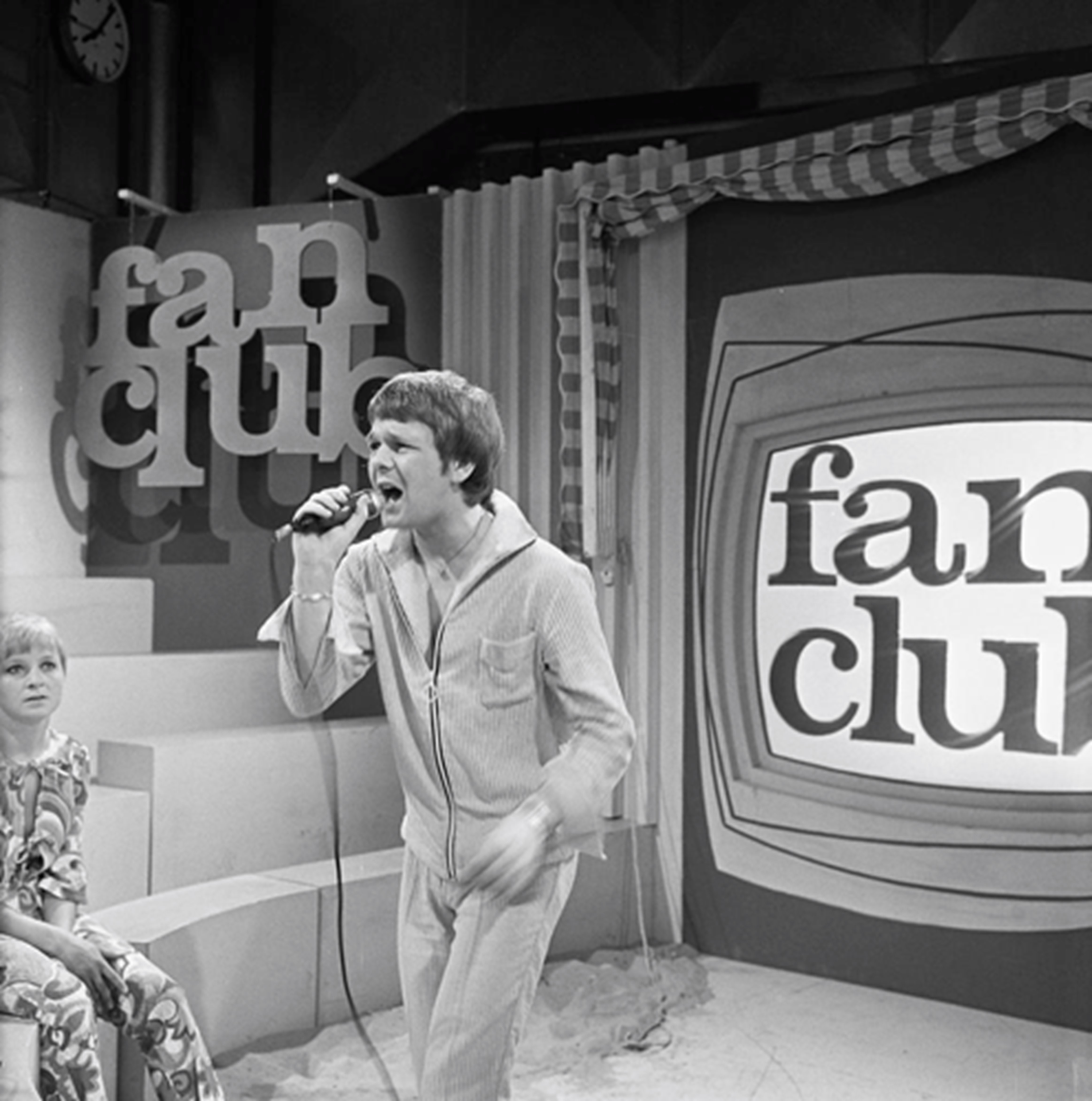
Graham Bonney in Fanclub (1967)

- 1969: Keine Küsse und keine Tomaten
- 1969: Hey Little Lady
- 1970: Ich mach´ein Interview mit deinem Herzen
- 1971: Hallo Taxi
- 1972: Brandy
- 1972: Papa Joe
- 1972: Du bist viel zu schön, um alleine nach Hause zu geh´n
- 1973: Ich hab die ganze Nacht nur an Dich gedacht

- Gemeinsame Normdatei: 134333373
- International Standard Name Identifier: 0000 0003 7206 4823
- MusicBrainz: 31c7f49c-b3de-4132-84a8-1c564909f92c
- Virtual International Authority File: 79581120
- WorldCat: E39PBJrRcFQqGJr9hDFBvc9VYP